# Willem Einthoven
Willem Einthoven (Semarang, Java, Indonesia, 21 de mayo de 1860-Leiden, Holanda, 28 de septiembre de 1927) fue un médico y fisiólogo neerlandés que recibió el Premio Nobel de Medicina y Fisiología en 1924 (por el descubrimiento del mecanismo del electrocardiograma) y por sus decisivas contribuciones al desarrollo del electrocardiógrafo y a su aplicación clínica el cual es utilizado en los servicios de Urgencias, Medicina Interna, Cardiología, Terapia Intensiva y la Unidad Coronaria de todos los hospitales en el mundo. Su nombre está ligado históricamente con su invento a la modernidad de estas especialidades

## Semblanza

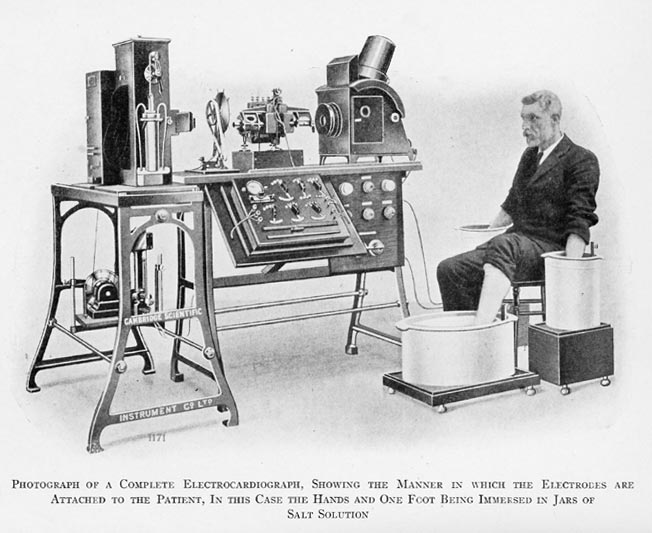
Primitivo electrocardiógrafo, diseñado según los principios desarrollados por Einthoven.

Nació circunstancialmente en Semarang colonia neerlandesa de Java (hoy Indonesia) en 1860. Hijo de Louise Marie Mathilde Caroline (de Vogel) y Jacob Einthoven. Su padre un doctor, murió cuando Willem era un niño. Tras la muerte del padre, la familia regresó a su país en 1870 y se establecieron en Utrecht. Su padre era judío y descendía de daneses y su madre tenía ancestros tanto holandeses como suizos. En 1885, Einthoven acabó obteniendo la licenciatura en Medicina en la Universidad de Utrecht. Pronto en 1886, fue nombrado profesor de fisiología e histología en la Universidad de Leiden, donde desarrolló su inteligente labor investigador. A los 26 años de edad, era un científico de notable reputación, participaba en numerosos foros científicos internacionales y hablaba varias lenguas con extraordinario dominio.

## Trabajo
Antes de Einthoven, se conocía que los latidos del corazón producían corrientes eléctricas, pero los instrumentos de ese tiempo no podían realizar adecuadamente la medición de este fenómeno sin placas de electrodos directamente sobre el corazón. El anatomista Willem Koster (1834-1907), que enseñó allí la mecánica de las articulaciones, ejerció una influencia decisiva. Fue él quien despertó el interés de Einthoven por redactar su tesis “candidaat” (diploma aproximadamente equivalente a la Licenciatura en Cienciasdes Anglosajones) en la articulación del codo durante sus estudios de medicina. Una circunstancia particular lo llevó allí: se trataba de una fractura de muñeca que sufrió durante la práctica deportiva. La inmovilización forzada le permite pensar y revela su interés por los movimientos de la mano y las funciones articulares del hombro y el codo  Durante sus últimos años de estudio, dos profesores influyeron en los intereses científicos de Einthoven: el oftalmólogo Herman Snellen (1834-1908), con quien trabajó durante un breve tiempo en el conocido hospital oftalmológico "Gasthuis voor Ooglijders» en Utrecht, así como el gran fisiólogo Franciscus Cornelis Donders (1818-1889) con quien trabajó en estrecha asociación y bajo la dirección de la cual realizó su tesis impulsando su investigación sobre la estereoscopía por variaciones de color (Kleurverschil lleva Stereoscopie), de la que explica el fenómeno a partir de las diferentes longitudes de onda de luz roja y azul. 
A principios de 1901, completó una serie de prototipos de un galvanómetro de cuerdas. Este dispositivo usaba un filamento de conducción a través de un cable que pasaba entre los fuertes electomagnetos. Cuando una corriente pasaba a través del filamento, el campo magnético creado por la corriente podía causar que la cuerda se moviera. Un brillo de luz en la cuerda se mostraba como una sombra en movimiento en un papel de fotografía, formando una curva continua y mostrando el movimiento de la cuerda. La máquina original, requería de agua para el enfriamiento de los poderosos electromagnetos, requiriendo de cinco personas para su operación y con un peso calculado en 250 kilogramos. Este dispositivo incrementó la sensibilidad del galvanómetro estándar así que eso pudo medir la actividad eléctrica del corazón, a pesar del aislamiento de la carne y huesos.
En 1901 publicó su primer artículo científico comunicando sus experiencias con el galvanómetro de cuerda y su utilidad para el registro de los potenciales cardíacos («Un nouveau galvanométre». Arch Néerland Sci exactes naturelles, Serie 2, 6:625-633). Cinco años más tarde, describió con detalle las aplicaciones clínicas del electrocardiograma en el artículo «Le telecardiogramme» (1906). Arch Int Physiol. 4:132-164. Este artículo sentó las bases para la extraordinaria avalancha informativa que se ha desarrollado desde entonces acerca de esta imprescindible herramienta en el análisis cardiológico.
En 1902 fue miembro de The Royal Netherlands Academy of Arts and Sciences. Sus trabajos le hicieron merecedor del Premio Nobel de Medicina en 1924.

## Uno de los primeros dispositivos del EKG
Por los avances en la tecnología se han obtenido dispositivos portátiles para el EKG. Mucha de la terminología utilizada en la descripción del EKG fue originada por Einthoven. El asignamiento de las letras '¿'P,Q,R,S,T y U a los registros son aún utilizadas. El concepto Triángulo de Einthoven fue nombrado después en su honor. Este se refiere a un triángulo equilátero invertido en el centro del tórax del paciente y los puntos de referencia son los brazos y una pierna.
Después del desarrollo de la cuerda del galvanómetro, Einthoven describió las características electrocardiográficas de un número de enfermedades cardiovasculares. Más tarde se dedicaría al estudio de los sonidos acústicos del latido cardíaco con la investigación del Dr. P. Battaerd.
Con el paso del tiempo y con el avance de la ciencia y de la tecnología, este equipo ha tenido evoluciones importantes en su fabricación llegando inclusive a poder conectarse a computadoras laptop y dar información a los servicios de Urgencia de cualquier hospital. Ahora existen diversos modelos de electrocardiógrafos portátiles que inclusive alguno de ellos caben en la palma de la mano y que inclusive emiten el trazo de la actividad cardíaca y emiten hasta el diagnóstico del enfermo.

## Premio Nobel de Medicina y de fisiología en 1924
En 1924, Einthoven fue premiado con el premio Nobel en 1924 por haber inventado el primer sistema práctico de electrocardiografía utilizado como diagnóstico médico de las enfermedades cardiovasculares. Después de este galardón y reconocimiento mundial, en las escuelas de Medicina de prácticamente todo el mundo, en la cátedra de Cardiología que se da a los futuros médicos, es importante el aprendizaje y la interpretación del electrocardiograma. Actualmente además de los cardiólogos, internistas, intensivistas y médicos de urgencias tienen el entrenamiento de excelencia de interpretación del elecrocardiiograma (EKG).

## Muerte
Murió en Leiden, Holanda y está sepultado en el cementerio de the Reformed Church en Haarlemmerstraatweg in Oegstgeest.[7] 

## Legado
El 21 de mayo de 2019, fue celebrado su fecha de nacimiento 159° honrado con Google Doodle.

## Eponimia
- El cráter lunar Einthoven lleva este nombre en su memoria.